# Супермакс
„Супермакс“ (на немски: Supermax) е рок група, сформирана във Франкфурт на Майн през 1976 г. от австрийския музикант, мулти-инструменталист и продуцент Курт Хауенщайн (1949 – 2011).
Групата е популярна през 1970-те и 1980-те години, включително в страните от тогавашния Източен блок. Освен фронтмена Курт Хауенщайн в групата участват Ханс Охс (китара), Кен Тейлър (бас китара), Лотар Крел (клавишни), Питър Коч (барабани), както и певиците Си Си Коб и Джийн Греъм. Като беквокалистки участват Бернадет Онор Ебен и Джесика Хауенщайн, дъщеря на Курт. Стилът на групата е уникален, като се използват дълги полифонични синтезаторни мотиви, примесени с монотонна езотерична ритмика, което допринася за окончателния мек транс ефект на парчетата.
Курт Хауенщайн още от малък проявява интерес към музиката, но в родната Виена успехът му убягва и той се премества във Франкфурт. Там се запознава с продуцента на Бони М Франк Фариан, с когото започват да работят заедно.

## История на групата
В първата година на създаването си 1976 г. групата издава и първия си албум „Don`t stop the music“, но истинският успех идва с втория албум „World of today“, от който е най-известният техен сингъл Lovemachine, наредил се в горните места в класациите на Швейцария (№6), Австрия (№9) и САЩ (№96).

### 1978 г.
„Супермакс“ чупят рекордите за продажби и стават „Най-продаваната група“ на WEA Records (предишно име на Warner Music Group). Към края на 1978 г. Курт Хауенщайн напуска Европа и се заселва на Карибите.

### 1979 г.
Групата става международно известна с третия си албум „It ain`t easy“ („Не е лесно“). Курт заминава за Лос Анжелес и се връща с две обещаващи беквокалистки. По-късно в Хотлайн студио във Франкфурт той продуцира и популяризира три млади певици от Суринам под името „Бамбук“. Изнасят концерти по цяла Европа, включително и Източния блок, което е нещо нечувано за тогавашна западна група. Турнето завършва в Силвестър Гала, Тунис.

### 1981 г.
Постоянно живеейки на Карибите, Курт се опитва да избягва финансовата страна на музикалния бизнес. По-късно се връща във Франкфурт и записва „Type of skin“. Записващата компания отчита това като неуспех поради ниските продажби (230 000). В първите дни албумът не се превръща в комерсиален успех, но по-късно става култов. Курт Хауенщайн игнорира реакцията на пресата и цялата индустрия и се обръща на изток. Това е първата западна група, която пробива Желязната завеса с концерти в България, Югославия, Чехословакия, Унгария и Румъния, като продължава впоследствие във Франция, Италия, Гърция и др.
През 1981 г. „Супермакс“ отиват на турне в ЮАР – първата група там, която е смесена расово. Изнасят 21 концерта и предизвикват хаос поради открито политизираните текстове, което води до забрана за повторно влизане в ЮАР и в няколко други държави на групата. В допълнение към това „Супермакс“ е поставена в черния списък на няколко политически организации и се налага да търпи предупреждения и смъртни заплахи.
Групата се връща в Европа и Курт Хауенщайн издава петия си албум „Meets the Almighty“ след което сформира нова група и изнася 30 концерта в тогавашното ГДР и Чехословакия.

### 1982 г.
Това е годината, в която Курт Хауенщайн прави първото си студио и го назовава „Несъществуваща територия“. Тук заедно с кийбордиста Томи Шмит продуцират новооткритата изпълнителка от Суринам – Глен. По-късно Курт написва текста и музиката към филма „Планета, наречена Земя“. През есента на 1982 г. той отива в Италия, на остров Искя, западно от Неапол и живее там за известно време.

### 1983 г.
Курт Хауенщайн е първият бял музикант, получил покана от известния Reggae Sun Splash фестивал в Монтего Бей, Ямайка. Когато го обявяват на петия ден като участник наред с най-известните чернокожи реге изпълнители, Курт Хауенщайн е на върха на идеологическата си кариера. Групата подписва контракт с Ariola Records, връща се във Франкфурт и реализира шестия си албум Electricity.

### 1984 г.
Курт Хауеншайн продуцира съвместно с барабаниста си Лари Лондон и бак вокалиста си албума London-Aircraft. През тази година филмът „Планета, наречена Земя“ е окончателно завършен, като в реализацията му се намесва едно от хобитата на Курт – артистично модифициране на коли и мотоциклети, към които той има слабост.

### 1985 г.
Групата отново сменя звукозаписната си компания и подписва с CBS Records /едно от предишните имена на СОНИ/ като реализира макси сингъла Number one in my heart. Следват ТВ шоута и концерти по цяла Европа с друг много популярен за този период австрийски изпълнител – Фалко, с когото започват близко приятелство. По-късно през тази година Курт Хауенщайн продуцира и записва нови песни за Фалко в студиата Европа във Франкфурт.

### 2011 г.
Лидерът на Супермакс умира от белодробна емболия на 21 март 2011 г. в дома си във Виена. На погребението му на 1 април 2011 г. има представители на Hell`s Angels Vienna, други фенове на мотоциклетите и високите скорости. Гробът му се намира непосредствено до този на Фалко на Централните виенски гробища.

## Дискография
- 1976 Don't Stop the Music
- 1977 World of Today
- 1979 Fly with Me
- 1980 Types of Skin
- 1981 Meets the Almighty
- 1983 Electricity
- 1986 Something in My Heart
- 1988 Just Before the Nightmare
- 1990 World of Tomorrow – Hansa
- 1992 Tha Max Is Gonna Kick Ya
- 1993 One and All
- 1995 3 Club-CDs: Spirits of Love, Living in a World, Magnetic Rhythm
- 1997 Supermax – 20th Anniversary
- 1998 „YAKU“ Total Immigration
- 2001 Terminal 2002
- 2007 Remaxed Vol. 1
- 2007 Remaxed Vol. 2
- 2008 Supermax – Best Of
- 2009 Земляне & SUPERMAX